# Exeliopsis insulanus
Exeliopsis insulanus är en fjärilsart som beskrevs av Louis Beethoven Prout 1938. Exeliopsis insulanus ingår i släktet Exeliopsis och familjen mätare. Inga underarter finns listade i Catalogue of Life.